# Quebrada Honda de Guache
Pour les articles homonymes, voir Quebrada.
Quebrada Honda de Guache est l'une des trois paroisses civiles de la municipalité d'Andrés Eloy Blanco dans l'État de Lara au Venezuela. Sa capitale est La Bucarita.

## Géographie

### Démographie
Hormis sa capitale La Bucarita, la paroisse civile comporte plusieurs localités, dont :
- Agua Sucia
  - Agua Sucia Norte
  - Agua Sucia Sur
- La Bucarita
- Charralito
  - Charralito del Este
  - Charralito del Oeste
- Fila Rica
- Los Gallineros
  - Los Gallineros Norte
  - Los Gallineros Sur
- Miraflores
  - Miraflores del Este
  - Miraflores del Oeste
- Nuezalito
- Platanal
- San Antonio